# Faramea stenopetala
Faramea stenopetala là một loài thực vật có hoa trong họ Thiến thảo. Loài này được Mart. mô tả khoa học đầu tiên năm 1841.